# Jordi Martí i Deulofeu
Jordi Martí i Deulofeu (Sant Pere Pescador, 22 de juny de 1977) és un polític català, exalcalde de Sant Pere Pescador i senador al Senat d'Espanya en la XI i XII Legislatures.
És llicenciat en Ciències Polítiques i de l'administració, i també en Sociologia, amb un màster en gestió i dret local. Ha treballat com a auxiliar administratiu a l'Ajuntament de Roses, adscrit a l'àrea d'enginyeria i serveis de medi ambient. A les eleccions municipals espanyoles de 2007 i 2011 fou escollit alcalde de Sant Pere Pescador amb una candidatura independent.
A les eleccions generals espanyoles de 2015 i 2016 fou escollit senador per la província de Girona com a independent en la candidatura d'Esquerra Republicana de Catalunya.